# EZ-Link

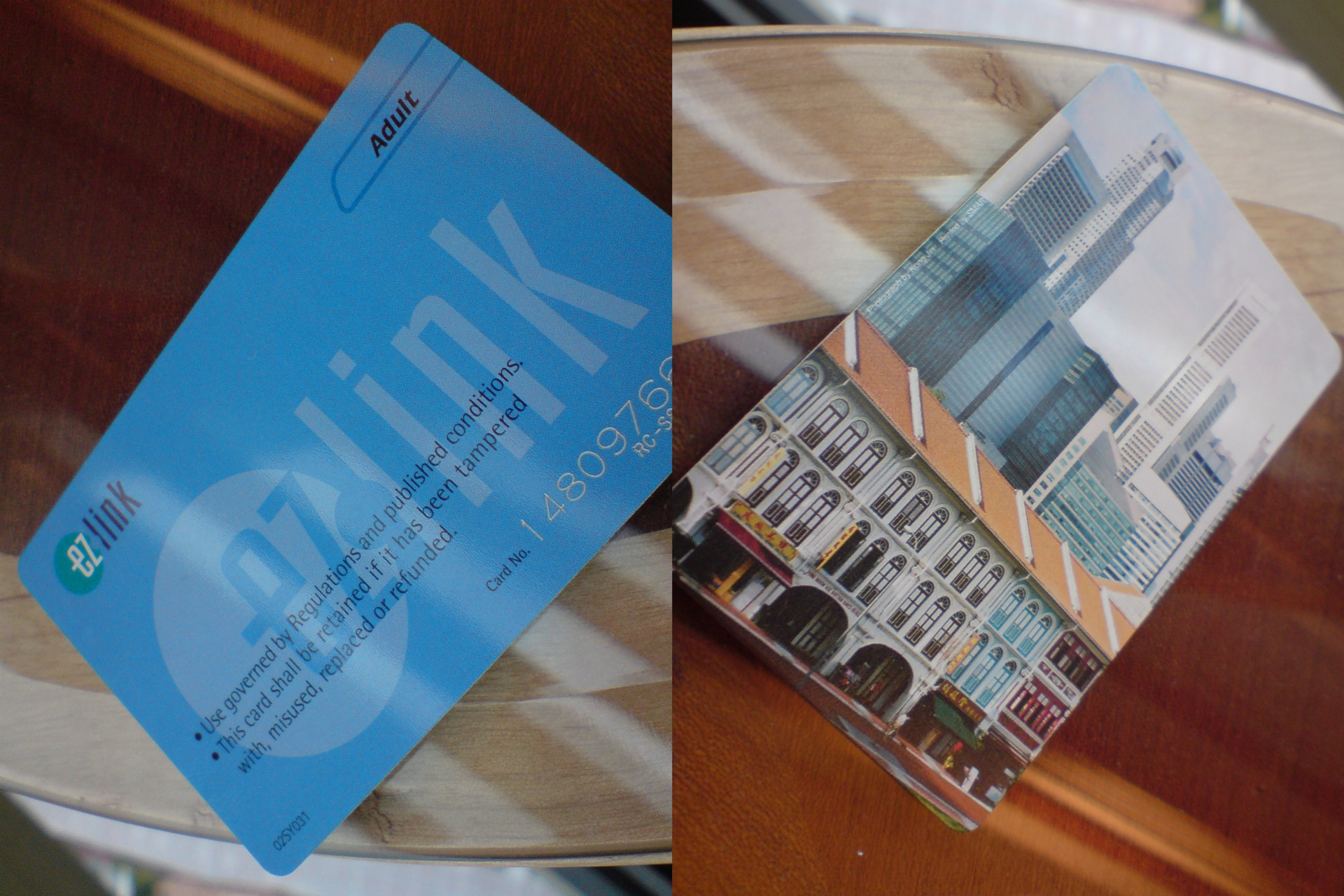
Part posterior d'una targeta CEPAS EZ-Link estàndard (esquerra) i part frontal (dreta).

L' EZ-Link és una targeta sense contacte amb xip recarregable que s'utilitza com a bitllet als sistemes de metro (MRT) i autobusos de Singapur. A partir del 2019, les targetes sense contacte MasterCard, VISA, American Express i NETS ATM com les targetes EZ-Link es poden utilitzar a SimplyGo. TransitLink i LTA són les primeres empreses de transport conjuntes que accepten pagaments sense contacte de qualsevol forma i la propagació dels pagaments sense contacte a Singapur s'atribueix a aquest fet. També són el punt d'acceptació més gran de pagaments sense contacte, amb 30 El % dels pagaments sense contacte a la xarxa MRT es fan a tarifes per a adults..
LTA ha deixat d'utilitzar bitllets estàndard a partir de l'1 de gener de 2022 i finalitzarà el 10 de març de 2022. A partir de l'11 de març de 2022, les persones de Singapur no poden comprar bitllets estàndard i han d'utilitzar aquests mètodes de pagament.

## Història
El 26 de febrer de 2000, l'Autoritat de Transport Terrestre va presentar la seva prova pilot de la targeta a 100.000 voluntaris. Inicialment, per als viatgers que feien almenys cinc viatges en MRT/LRT per setmana, la targeta es va marcar com a "Super Rider". Com a incentiu, els voluntaris van rebre un descompte del 10% de la seva tarifa habitual durant el període d'un mes. Es van fer dues proves més, amb l'esquema que s'estenia als usuaris freqüents d'autobús en rutes seleccionades amb invitació.

## Tecnologia

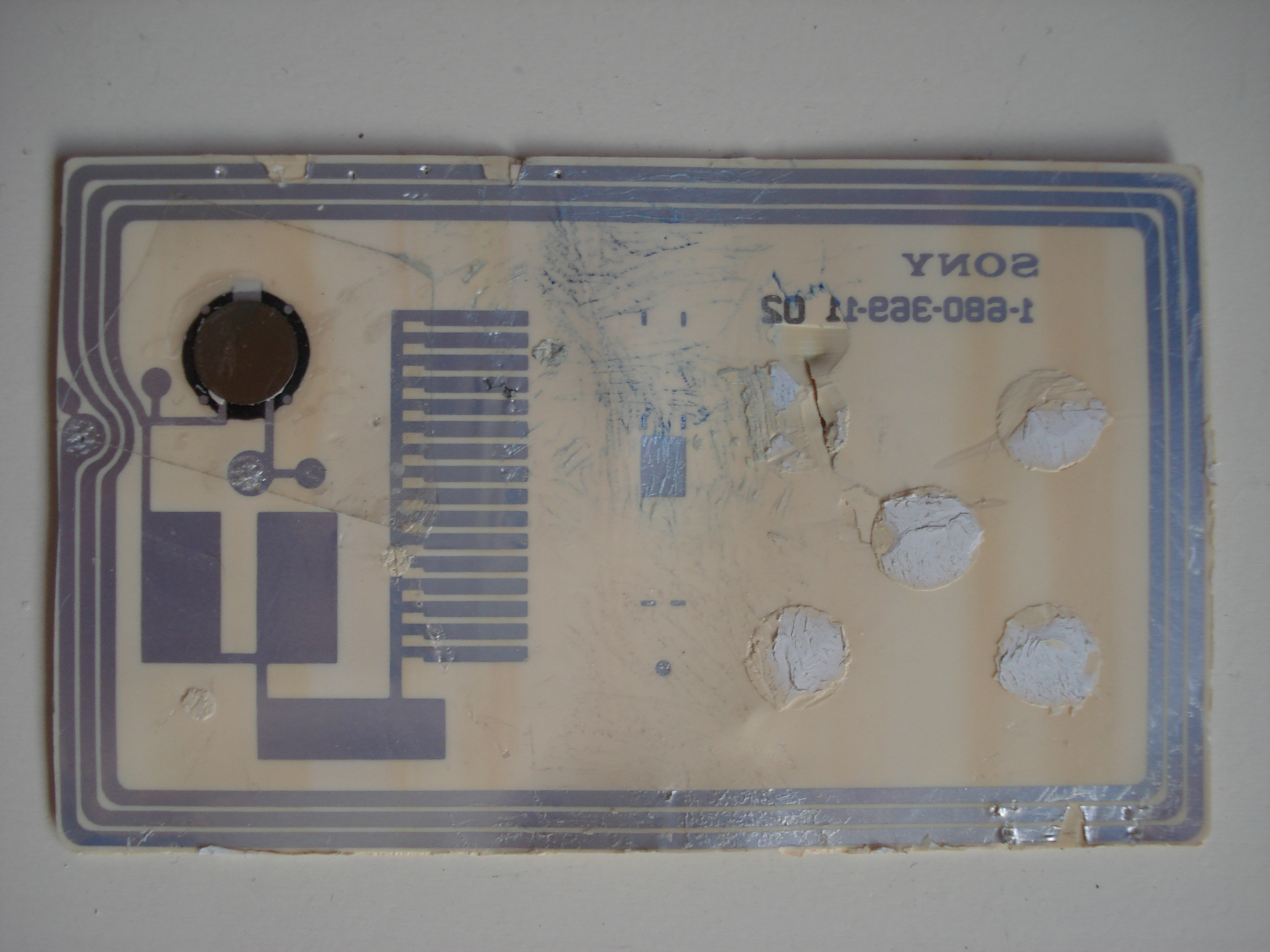
Una targeta EZ-Link pre-CEPAS desfigurada, revelant els circuits interns.

L'EZ-Link té les dimensions d'una targeta de crèdit normal, segons la norma ISO / IEC 7816. La superfície està feta de PET, que té un impacte ambiental insignificant a l'hora d'incinerar els residus. El xip RFID a prova de sabotatge i l'antena estan protegits amb seguretat dins de la targeta. La connexió de dades es realitza mitjançant ones de ràdio a una distància de fins a 10 cm. No hi ha bateria a la targeta; l'energia per fer funcionar el xip RFID es transfereix des del lector de targetes mitjançant ones electromagnètiques. La targeta, així com el lector de targetes, estableixen una connexió de dades segura, ràpida i fiable. La tecnologia de xifratge potent evita la intercepció i l'ús fraudulent i, per tant, ajuda a garantir un alt nivell de seguretat de les dades al sistema.
Aquest sistema és àmpliament similar a la Oyster Card a Londres, la Octopus Card a Hong Kong, la Super Urban Intelligent Card (Suica)/PASMO a Tòquio, Touch n' Go a Malàisia i l' EasyCard a Taipei.

## Visió general
Top up machines commonly seen throughout train stations or bus interchangesVa substituir les targetes de memòria magnètica a mitjan 2002 perquè ja no satisfeien l'augment de les necessitats d'emmagatzematge de dades i informació per a la xarxa de transport local ampliada. Entre altres coses, es pot utilitzar en autobusos, l'MRT, l' LRT i també per a pagaments en comerços (p. B. a moltes sucursals de McDonald’s). La targeta és anònima, la qual cosa significa que no cal cap document d'identitat a l'hora de comprar-la. Una excepció és la targeta personalitzada. Tot i això, totes les targetes EZ-link tenen un número de sèrie individual per a la identificació, que permet el seguiment de la ruta recorreguda i també s'utilitza com a identificador d'accés. El nom "EZ-link" es pronuncia com "easy link" en anglès. Originàriament va ser un monopoli fins al setembre de 2009, quan NETS FlashPay, que tenia el monopoli dels pagaments de peatges electrònics per carretera (ERP), va entrar al mercat de pagaments de transport (i viceversa). Les targetes EZ-Link són distribuïdes i gestionades per EZ-Link Pte. Ltd., també filial de l'Autoritat de Transport Terrestre de Singapur.
L'1 d'octubre de 2009, l'antiga targeta EZ-link va ser substituïda per una nova targeta CEPAS EZ-link. CEPAS significa l'estàndard de Singapur "Contactless ePurse Applications". Les targetes EZ-link antigues es podien intercanviar entre el 9 de gener i el 30 de setembre de 2009.
L'abril de 2019, EZ-Link va anunciar que treballava amb Touch n' Go per desenvolupar una targeta de doble moneda.
El gener de 2021, LTA va llançar SimplyGo per a targetes per a adults, seguida de totes les targetes de descompte l'octubre de 2022.
A partir de l'1 de juny de 2024, s'eliminarà el suport per a targetes EZ-Link que no siguin SimplyGo, targetes de concessió i NETS FlashPay al transport públic i totes aquestes targetes no seran compatibles amb les noves unitats a bord (OBU). Els usuaris han d'actualitzar a les targetes SimplyGo, que inclouen GrabPay MasterCard, Youtrip, Revolut, Wise i totes les altres targetes de dèbit/crèdit.

## Ús

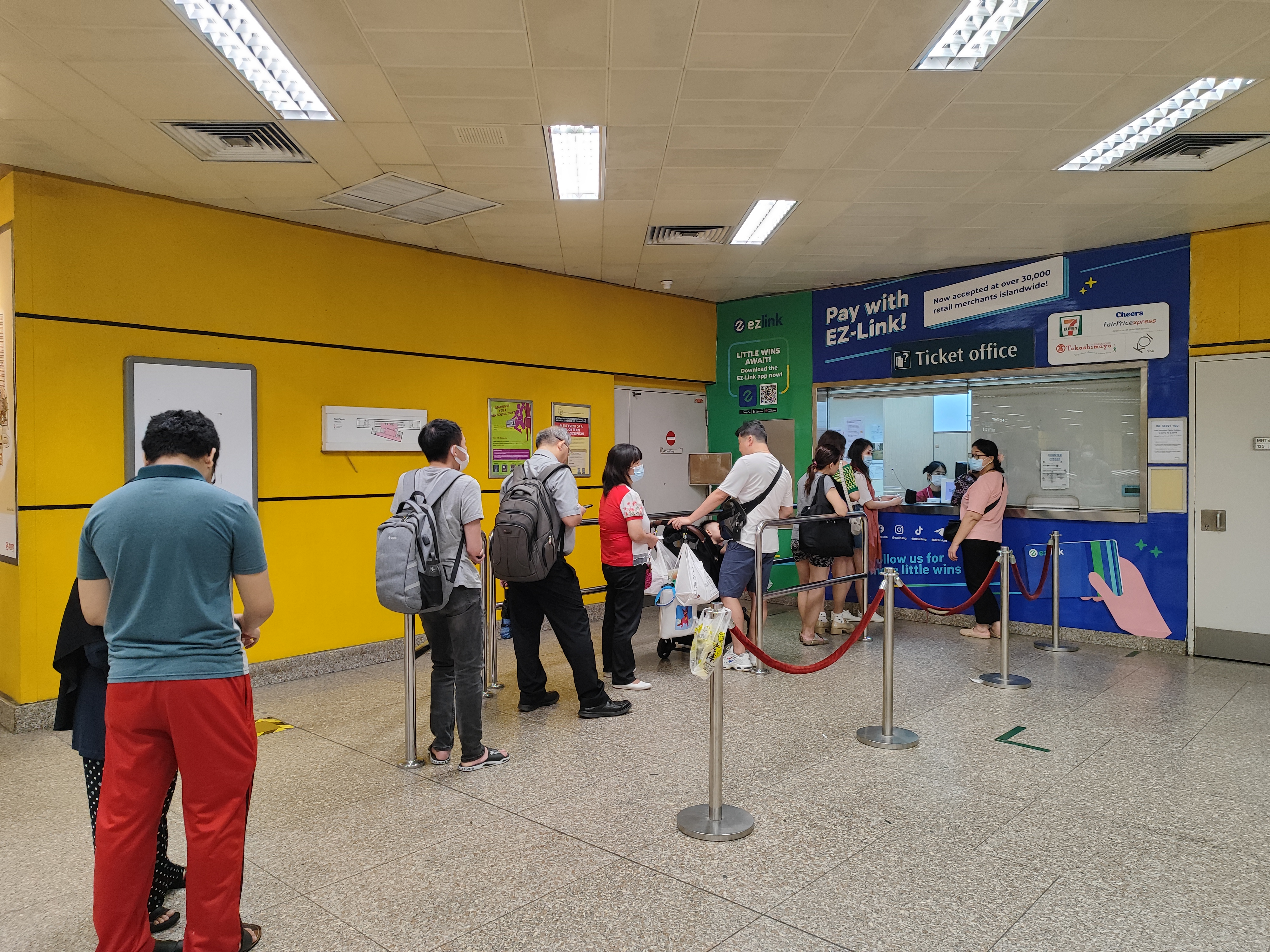
Els viatgers actualitzant les seves targetes EZ-Link a SimplyGo el gener de 2024

N'hi ha prou amb acostar la targeta a pocs centímetres del lector. El senyal funciona fins i tot a través de materials habituals com el cuir o el cotó, de manera que la majoria dels usuaris passen les carteres, les bosses, les motxilles o les jaquetes per sobre del lector de targetes . El càrrec del crèdit només triga 0,2 segons. Si hi ha diverses targetes a la cartera, per exemple, el lector de targetes no pot funcionar correctament perquè les targetes interfereixen entre si. Com a remei, la targeta s'ha de subjectar individualment sobre el lector de targetes.
La funció EZ-Link s'utilitza per a les seves targetes de concessió per a estudiants, persones amb discapacitat, persones amb ingressos baixos, abonaments mensuals per a adults, persones grans de més de 60 anys i personal a temps complet del Servei Nacional a les Forces Armades de Singapur, Defensa Civil de Singapur. Force i la policia de Singapur.
La targeta es pot tornar a carregar en màquines especials a les parades i es poden fer el seguiment dels últims dèbits. Les compres es fan als mostradors de servei (disponibles a totes les estacions de metro), botigues 7-Eleven o oficines de correus. El preu de compra inclou el crèdit inicial i una tarifa de targeta de 5 SGD, que no es reemborsarà si es retorna. El valor mínim per a la recàrrega en efectiu és de 2 SGD a les taquilles i a les màquines de recàrrega de TransitLink, mentre que els de pagament electrònic es mantenen en 5 $ (nens) i 10 $ (adults) a partir del juliol de 2021

## Avantatges
Ja no cal tenir prou canvi a mà ni comprar bitllets constantment. A més, l'evasió de tarifes és pràcticament impossible perquè s'han de superar les barreres a totes les estacions de MRT/LRT i, en general, els autobusos només poden pujar a la porta del conductor. A més, la població també és molt conscient de la necessitat de denunciar immediatament qualsevol evasió tarifaria al personal de seguretat.

### MRI/LRT
A la xarxa MRT/LRT (Mass Rapid Transit/Light Rail Transit), la taxa de trànsit a través dels torniquets va augmentar de 25 a 40 passatgers al mateix temps.

### Autobusos
Mitjançant l'EZ-Link, poden pujar a un autobús fins a 20 passatgers per minut, en comparació amb 12 passatgers amb efectiu o 15 passatgers amb l'antic bitllet magnètic. Com a resultat, això escurça el temps d'espera dels autobusos a les parades.